# Andreis
Andreis is een gemeente in de Italiaanse provincie Pordenone (regio Friuli-Venezia Giulia) en telt 308 inwoners (31-12-2004). De oppervlakte bedraagt 26,9 km², de bevolkingsdichtheid is 12 inwoners per km².
De volgende frazioni maken deel uit van de gemeente: Alcheda, Bosplans, Prapiero, Rompagnel, Sot Ancas.

## Demografie
Andreis telt ongeveer 178 huishoudens. Het aantal inwoners daalde in de periode 1991-2001 met 17,8% volgens cijfers uit de tienjaarlijkse volkstellingen van ISTAT.
| Jaar | Inwoneraantal |
| ---- | ------------- |
| 1991 | 393           |
| 2001 | 323           |

## Geografie
De gemeente ligt op ongeveer 455 m boven zeeniveau.
Andreis grenst aan de volgende gemeenten: Barcis, Frisanco, Maniago, Montereale Valcellina.
Andreis · Arba · Arzene · Aviano · Azzano Decimo · Barcis · Brugnera · Budoia · Caneva · Casarsa della Delizia · Castelnovo del Friuli · Cavasso Nuovo · Chions · Cimolais · Claut · Clauzetto · Cordenons · Cordovado · Erto e Casso · Fanna · Fiume Veneto · Fontanafredda · Frisanco · Maniago · Meduno · Montereale Valcellina · Morsano al Tagliamento · Pasiano di Pordenone · Pinzano al Tagliamento · Polcenigo · Porcia · Pordenone · Prata di Pordenone · Pravisdomini · Roveredo in Piano · Sacile · San Giorgio della Richinvelda · San Martino al Tagliamento · San Quirino · Sequals · Sesto al Reghena · San Vito al Tagliamento · Spilimbergo · Tramonti di Sopra · Tramonti di Sotto · Travesio · Vajont · Valvasone · Vito d'Asio · Vivaro · Zoppola
1. ↑  https://demo.istat.it/?l=it.